# Бергер, Эдвард
Эдвард Бергер (нем. Edward Berger; род. в 1970, Вольфсбург, Нижняя Саксония, ФРГ) — немецкий кинорежиссёр

, сценарист и кинопродюсер. Известен в первую очередь благодаря фильмам «На Западном фронте без перемен» (2022), получившему кинопремию «Оскар» в четырёх категориях, и «Конклав» (2024), номинированному на «Оскар» в восьми номинациях и победившему в одной.

## Биография
Эдвард Бергер родился в 1970 году в Вольфсбурге в Западной Германии. Он окончил местную гимназию, затем учился в Высшей школе изобразительного искусства в Брауншвейге (1990—1991) и в Нью-Йоркском университете (1991—1994). В Нью-Йорке Бергер начал снимать короткометражные фильмы, входившие в программы разных кинофестивалей. Он участвовал в съёмках кинокартин Энга Ли и Тодда Хейнса, читал лекции и проводил воркшопы в Колумбийском и Берлинском университетах, в Потсдамской киношколе.
В 1998 году Бергер снял своей первый полнометражный фильм — «Гомес». В 2000-е годы он участвовал как сценарист и режиссёр в ряде проектов на германском телевидении. В 2012 году фильм Бергера «Хорошее лето» был удостоен премии Адольфа Гримме. Картина 2014 года «Джек» (нем.) получила Немецкую кинопремию. В 2018 году Бергер снял три эпизода американского мини-сериала «Террор», а также мини-сериал «Патрик Мелроуз» с Бенедиктом Камбербэтчем в главной роли. «Патрик Мелроуз» принёс ему номинацию на «Эмми».
В 2022 году на экраны вышел фильм Бергера «На Западном фронте без перемен», экранизация одноимённого романа Эриха Марии Ремарка. Он заслужил высокие оценки критиков и широкой публики и был номинирован на «Оскар», получил премии BAFTA в номинациях «Лучший фильм», «Лучший неанглоязычный фильм», «Лучшая режиссёрская работа», «Лучший адаптированный сценарий».

## Фильмография
- 1998 — Гомес / Gomez
- 2001 — Фрау2 вызывает ХеппиЭнд / Frau2 sucht HappyEnd
- 2002 — Блох / Bloch
- 2002 — Под подозрением / Unter Verdacht
- 2007 — Криминальный отдел / KDD — Kriminaldauerdienst
- 2007 — Windland
- 2012 — Хорошее лето / Ein guter Sommer
- 2012 — Мама должна уйти / Mutter muss weg
- 2014 — Джек / Jack
- 2015 — Германия-83 / Deutschland 83
- 2018 — Террор / The Terror
- 2018 — Патрик Мелроуз / Patrick Melrose
- 2019 — Вся моя любовь / All My Loving
- 2020 — Ваша честь / Your Honor
- 2022 — На Западном фронте без перемен / Im Westen nichts Neues
- 2024 — Конклав / Conclave
- TBA — Баллада о маленьком игроке